# Flunitrazepam
Flunitrazepam – związek organiczny, pochodna benzodiazepiny, zsyntetyzowana w 1962 roku przez absolwenta Uniwersytetu Jagiellońskiego Leona Sternbacha (1908–2005). Opatentowany w roku 1970. Próby kliniczne rozpoczęto w roku 1972, natomiast wprowadzono do lecznictwa w 1975 roku (Szwajcaria) pod nazwą handlową Rohypnol przez koncern farmaceutyczny Hoffmann-La Roche, początkowo w Europie, a od 1980 r. do lecznictwa światowego. W 1984 roku preparat wprowadzono do polskiego lecznictwa. W szczytowym okresie Rohypnol był dostępny w ponad 80 krajach.
Flunitrazepam klinicznie odznacza się bardzo silnym działaniem hipnotycznym (nasennym). Wykazuje także działanie sedatywne, anksjolityczne, miorelaksacyjne oraz względnie słabe (w porównaniu z klonazepamem) przeciwdrgawkowe. Spośród innych związków z tej grupy chemicznej wyróżnia się dużą siłą działania, np. jego działanie jest ok. 10 razy silniejsze niż diazepamu. Wykazuje duże powinowactwo do ośrodkowego receptora benzodiazepinowego. Stosowany jest w premedykacji przed zabiegami chirurgicznymi oraz jako lek nasenny w klinicznie poważnych zaburzeniach snu, w których inne leki są przeciwwskazane lub nieskuteczne. Podany doustnie w jednorazowej dawce 2 mg wywołuje w ciągu 20 minut długotrwały sen (7–8 godzin). Objawy zatrucia flunitrazepamem obejmują odhamowanie zachowań i obniżenie stanu świadomości, które może gwałtownie postępować aż do śpiączki.

## Metabolizm
Flunitrazepam jest bardzo łatwo wchłaniany z przewodu pokarmowego, osiągając po 60–70 minutach maksymalne stężenie we krwi. Okres półtrwania wynosi 16–35 h. Silnie wiąże się z białkami osocza krwi (78%), uzyskując objętość dystrybucji 3–5 l/kg. Związek jest intensywnie metabolizowany w ustroju (zaledwie 0,2% przyjętej dawki jest wydalane w formie niezmienionej) poprzez redukcję w wątrobie grupy nitrowej do aminowej, z wytworzeniem głównego metabolitu 7-aminoflunitrazepamu ulegającego dalszym, wielorakim szlakom metabolicznym – przemianie do 7-acetamidoflunitrazepamu (poprzez acetylację), desmetyloflunitrazepamu (poprzez N-demetylację), 3-hydroksyflunitrazepamu (poprzez 3-hydroksylację). Metabolity z grupą hydroksylową ulegają sprzęganiu z kwasem glukuronowym do odpowiednich glukuronianów.

## Preparaty – Polska

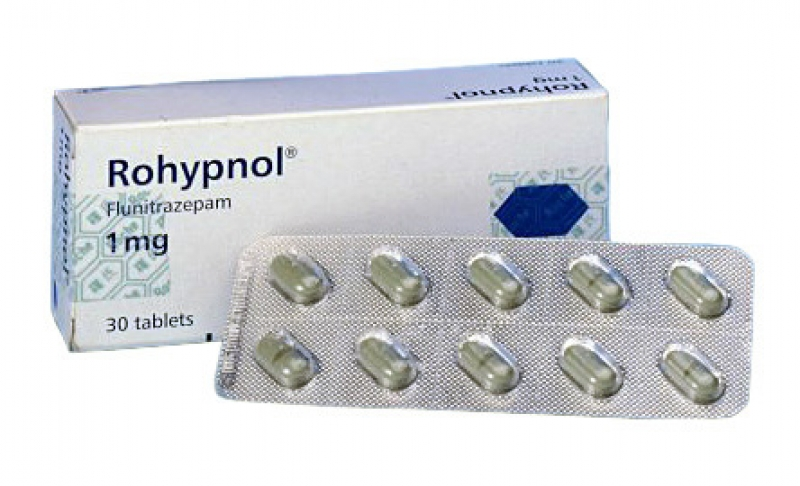
Opakowanie preparatu Rohypnol

Do 2006 roku preparat był w Polsce zarejestrowany i dostępny w aptekach pod nazwą handlową: Rohypnol. Obecnie brak preparatów zawierających flunitrazepam zarejestrowanych w Polsce.
W Polsce flunitrazepam należy do wykazu środków psychotropowych w grupie III-P, co jest wyjątkiem wśród innych pochodnych benzodiazepiny (większość należy do grupy IV-P).

## Preparaty dostępne w krajachEuropy
- Rohypnol tabletki powlekane / Cheplapharm Arzneimittel GmbH (Niemcy)[20][21]  / CPS Cito Pharma Services GmbH (Szwajcaria)[22][23].

W Polsce dostępne w aptekach wyłącznie w trybie importu docelowego.